# Ортвин фон Хоенберг
Ортвин фон Хоенберг (на немски: Ortwin von Hohenberg; † сл. 1145) от фамилията Изенбург е господар на Хоенберг.

## Произход
Той е син на граф Герлах (III) фон Изенбург († сл. 1142/1147), фогт на Трир, и съпругата му Юта фон Аре.

## Фамилия
Ортвин се жени за Гуда фон Кибург, дъщеря на граф Емих в Наегау, Шмидтбург и Кирбург († 1140). Тя е внучка на Госвин фон Спонхайм, граф на Велденц († сл. 1124). Те имат един син:
- Вортвин фон Хоенберг († сл. 1200), господар на замъка Бад Хомбург фор дер Хьое, женен за Аделхайд фон Хаген, дъщеря на Еберхард Варо фон Хаген (1140 – 1219) и втората му съпруга Юта фон Хойзенщам.